# Sergio León
Sergio León Limones (ur. 6 stycznia 1989 w Palma del Río) – hiszpański piłkarz występujący na pozycji napastnika w Levante UD.